# Minecraft Earth
Minecraft Earth fue un videojuego perteneciente al género de sandbox de realidad aumentada, desarrollado por Mojang y publicado por Xbox Game Studios. Es una derivación del videojuego Minecraft, se anunció por primera vez en mayo del año 2019 y estuvo disponible para Android, iOS y iPadOS. El juego fue gratuito y se lanzó como acceso temprano (Early access) por primera vez a principios de octubre de 2019. El juego recibió su última actualización el 5 de enero de 2021, dejando de estar disponible el 30 de junio del mismo año.

## Jugabilidad
Al igual que Minecraft, Minecraft Earth se centra en la construcción de estructuras, la recolección de recursos, la elaboración y la exploración. El videojuego utiliza el mismo motor de juego Bedrock que otras versiones de Minecraft. En el "modo de construcción", los jugadores pueden construir estructuras de realidad aumentada en "Placas de construcción" en colaboración con otros jugadores, luego explorarlas en tamaño completo con el "modo de juego". Tanto en el modo de construcción como en el modo de reproducción, las placas de construcción se superponen en el mundo real utilizando la realidad aumentada (AR) y la cámara del teléfono incorporada. Los jugadores pueden reunir recursos al recolectar "tappables" en el mapa del juego y completar "aventuras" que pueden ser un rompecabezas, una tarea específica o una ubicación virtual con entidades hostiles para derrotar. Minecraft Earth tiene en cuenta objetos físicos como árboles y lagos, por lo que hay menos incidentes e interferencias con la simulación AR.
Minecraft Earth incluye muchos tipos diferentes de entidades en el juego llamadas "mobs" que son variaciones exclusivas de los mobs en Minecraft. El videojuego tiene dos monedas en el juego: "rubíes" y "minecoins". Los rubíes se pueden ganar a través del juego o se pueden comprar con dinero real, y se pueden usar para comprar artículos que afectan el juego como "construir platos". Minecoins, que están presentes en todas las ediciones Bedrock de Minecraft , solo se pueden comprar con dinero real y se usan para comprar artículos cosméticos, como paquetes de texturas y máscaras de personajes.

## Desarrollo
Minecraft Earth utilizó información de OpenStreetMap para la información del mapa y está construido en Microsoft Azure para sus características de realidad aumentada. El juego era gratuito y era compatible con teléfonos inteligentes Android e iOS.
Durante el Microsoft Build del año 2015, el equipo HoloLens de Microsoft presentó una versión de realidad aumentada de Minecraft. El 8 de mayo de 2019, se lanzó un avance que mostraba un Muddy Pig. Minecraft Earth se anunció durante el décimo aniversario de Minecraft en mayo del año 2019. Microsoft creó un sitio web para que los jugadores se suscriban a la versión beta cerrada que se lanzó a mediados del 2019, y Microsoft tenía la intención de lanzar el juego en forma gradual. La jugabilidad multijugador se mostró en la Conferencia Mundial de Desarrolladores de Apple en junio de 2019.
El 5 de enero de 2021, Mojang Studios, desarrolladora del juego, anunció que, tras una actualización lanzada en ese mismo mes, Minecraft Earth dejó de recibir nuevo contenido, citando a la pandemia de COVID-19 como una de las razones por las que se tomó esta decisión. Mojang agregó que el juego ha dejado de funcionar el 30 de junio de 2021.

## Lanzamiento
Una versión beta cerrada se lanzó por primera vez para iOS el 16 de julio de 2019 en Seattle y Londres, luego en Estocolmo, Tokio y Ciudad de México durante los próximos dos días. Los usuarios de Android en estas ciudades obtuvieron acceso a la versión beta cerrada el 30 de agosto de 2019.
Minecraft Earth se lanzó por primera vez en acceso temprano en Islandia y Nueva Zelanda el 17 de octubre de 2019, y se lanzó lentamente en otros países en las siguientes semanas, como Estados Unidos en noviembre.

## Recepción
Newshub describió el juego como "enormemente ambicioso".

### Premios
El juego fue nominado para el Premio Coney Island Dreamland al Mejor Juego AR/VR en los New York Game Awards.